# Geometrie simplectică
Geometria simplectică este o ramură a geometriei diferențiale și a topologiei diferențiale care studiază mulțimile simplectice, adică, mulțimile diferențiabile înzestrate cu o formă diferențiabilă închisă nedegenerată de gradul 2. Geometria simplectică își are originile în hamiltonianul din mecanica clasică, în care spațiul fazelor unor sisteme clasice are structura unor mulțimi simplectice.

## Etimologia cuvântului – simplectic
Adjectivul simplectic a fost introdus de matematicianul Hermann Weyl (9 noiembrie 1885 – 8 decembrie 1955) pentru a desemna grupul simplectic {\displaystyle Sp(2n)\,}, adică grupul automorfismelor reale liniare {\displaystyle C^{n}\,} care combină înmulțirea cu i prin el însuși. Acest grup a fost numit grup liniar complex, putând produce confuzie de nume cu grupul de automorfisme liniare complexe.
Hermann Weyl își justifică alegerea astfel:
The name complex group formerly advocated by me in allusion to line complexes, as these are defined by the vanishing of antisymmetric bilinear forms, has become more and more embarrassing through collision with the word complex in the connotation of complex number. I therefore propose to replace it by the corresponding Greek adjective symplectic.
(Numele grup complex pe care l-am evocat anterior referindu-mă la liniile complexe, cum sunt cele definite la anularea formelor biliniare antisimetrice, au devenit din ce în ce mai jenante prin folosirea cuvântului complex în expresii precum numere complexe. Propun să-l înlocuim prin adjectivul grecesc corespunzător simplectic.)
Mai exact, adjectivul simplectic se bazează pe cuvântul greceasc συµπλεκτικoς, traducerea cuvântului latin complexus. Cuvântul latin a dat denumirea de complexitate, de unde derivă și număr complex, cuvântul latin traducând ideea de întrețesere sau întrepătrundere.
Prin extensie, adjectivul simplectic este utilizat în sintagmele forme simplectice, mulțimi simplectice, etc.

## Justificări

### Mecanica clasică și formalismul hamiltonian
Cadrul geometriei simplectice a dat o nouă viziune asupra mecanicii clasice. Ea permite un studiu de comportare global al unui sistem mecanic, de tratare a simetriilor și a consecințelor lor precum și studii calitative, de exemplu, existența traiectoriilor periodice sau caracterul stabil sau haotic al unei evoluții.
În mecanica clasică, poziția unui ansamblu de puncte materiale, sau mai general, a unui obiect în mișcare, este dat de un număr oarecare de coordonate curbilinii {\displaystyle q=(q_{1},\dots ,q_{n})\,}, n fiind numărul gradelor de libertate. Ansamblul tuturor valorilor {\displaystyle (q_{1},\dots ,q_{n})\,}, pe care coordonatele sistemului le pot lua precum și toate pozițiile posibile, se numește spațiul configurațiilor.
Dar Legile lui Newton afirmă că un sistem mecanic evoluează într-o manieră deterministă și i se pot determina pozițiile ulterioare dacă se cunoaște poziția și viteza inițială a lui într-un punct oarecare.
Pentru a considera și viteza este necesar să se adauge la cele n coordonate alte noi variabile {\displaystyle p=(p_{1},\dots ,p_{n})\,} care reprezintă impulsurile pe direcțiile coordonatelor. Ansamblul valorilor {\displaystyle (q_{1},p_{1},\dots ,q_{n},p_{n})\,} pe care le pot lua diferiți parametrii se numește spațiul fazelor.
Ca un exemplu al mișcărilor în spațiul fazelor este vizualizată mișcare unui pendul simplu în acest spațiu.

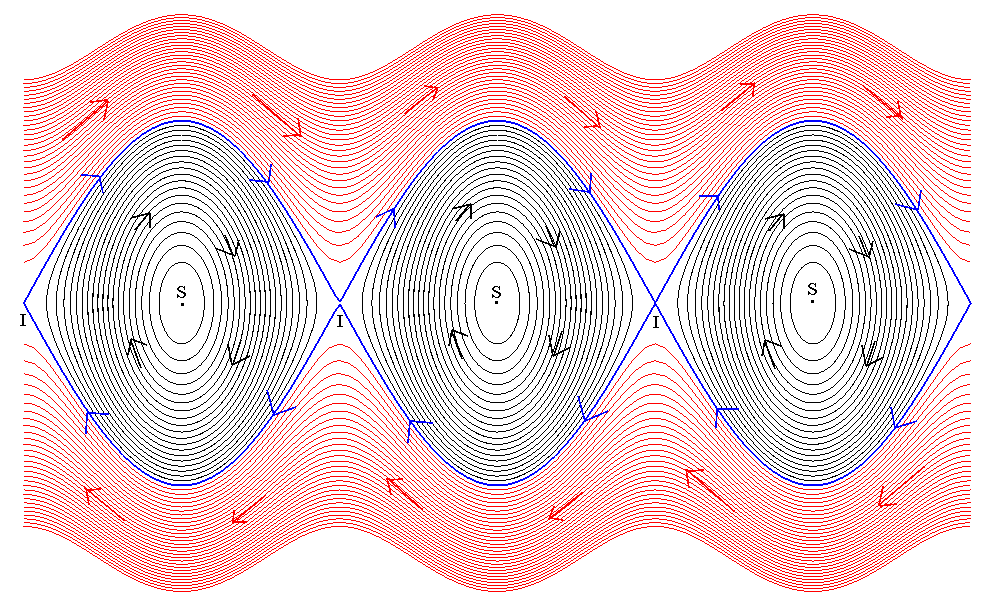
Spaţiul fazelor unui pendul simplu.

În cele expuse mai sus s-a presupus că sistemele evoluează după legile lui Newton pentru forțe care derivă dintr-un potențial, ceea ce înseamnă că nu este frecare. Privind figura de mai sus, se poate pune întrebarea: care geometrie este cea mai potrivită pentru studiului traiectoriilor din spațiul fazelor?  Din cele urmează se ajunge la concluzia că geometria simplectică este cea mai potrivită.

### Teorema lui Liouville
Teorema lui Liouville afirmă că, atunci când un sistem evoluează, volumul tuturor particulelor din spațiul fazelor se păstrează. Iată cum se poate defini volumul unui părți din spațiul fazelor, spațiu care are dimensiunea 2n. Dacă partea este definită prin condițiile:
{\displaystyle q_{1}^{0}\leq q_{1}\leq q_{1}^{1},p_{1}^{0}\leq p_{1}\leq p_{1}^{1},\dots ,q_{n}^{0}\leq q_{n}\leq q_{n}^{1},p_{n}^{0}\leq p_{n}\leq p_{n}^{1}}
atunci volumul ei este:
{\displaystyle (q_{1}^{1}-q_{1}^{0})(p_{1}^{1}-p_{1}^{0})\dots (q_{n}^{1}-q_{n}^{0})(p_{n}^{1}-p_{n}^{0}).}
În cazul n = 1 se regăsește definiția ariei unui dreptunghi. Dacă calculul volumului este complicat, se poate trece la o partiționare a volumului într-un număr mare de volume mai mici, după care facem sumarea (respectiv, integrarea) volumelor elementare.
Deci, teorema lui Liouville afirmă că evoluția unui sistem mecanic păstrează volumul din spațiul fazelor și structura geometrică a spațiului fazelor este cea a volumelor obiectelor, dar că există o geometrie mai subtilă pe acest spațiu.

### Teorema lui Poincaré
Teorema lui Poincaré este un rafinament al teoremei lui Liouville. Pentru a o enunța trebuie introduse câteva notații. Pentru toate valorile {\displaystyle i} cuprinse între 1 și {\displaystyle n\,}, notăm {\displaystyle \pi _{i}\,} proiecția spațiului fazelor pe un plan
{\displaystyle (q_{i},p_{i})\,}. Este deci funcția care asociază pe {\displaystyle (q_{i},p_{i})\,} la {\displaystyle (q_{1},p_{1},\dots ,q_{n},p_{n})\,}.
Teorema lui Poincaré afirmă că: pentru toate suprafețele {\displaystyle S\,} din spațiul fazelor, suma proiecțiilor ariilor {\displaystyle \pi _{i}(S)\,} se conservă atunci când sistemul evoluează.
O structură simplectică peste un ansamblu este un mecanism de atribuire a unui număr tuturor suprafețelor din spațiu care verifică anumite condiții. Asocierea fiecărei suprafețe {\displaystyle S\,} din spațiul fazelor la suma proiectiilor ariilor {\displaystyle \pi _{i}(S)\,} este un exemplu de structură simplectică, numită structură simplectică canonică din spațiul fazelor.

### Teorema de necompactare a lui Gromov
Timp îndelungat nimeni nu știa dacă teorema lui Poincaré permite într-adevăr obținerea mai multor informații despre modificarea modelelor din spațiul fazelor decât teorema lui Liouville. Dar in 1985 Mikhail Gromov demonstra următoarea teoremă: pentru un sistem mecanic cu {\displaystyle n\,} grade de libertate, sfera:
{\displaystyle B=\{(q_{1},p_{1},\dots ,q_{n},p_{n});q_{1}^{2}+p_{1}^{2}+\cdots +q_{n}^{2}+p_{n}^{2}\leqslant 1\}}
nu poate niciodată evolua într-un ansamblu în care toate punctele verifică relația:
{\displaystyle q_{1}^{2}+p_{1}^{2}\leqslant r^{2}\,}
cu {\displaystyle r<1\,}, (strict mai mic decât 1).
Sau o astfel de evoluție poate fi posibilă numai dacă teorema lui Liouville este adevărată, dar nu și teorema lui Poincaré. Teorema lui Gromov este o teoremă complicată cu multe consecințe, dar revoluționară pentru geometria simplectică.

## Simetria în mecanică
Al doilea argument care confirmă ideea că geometria simplectică este geometria naturală a spațiului  fazelor este ușurința cu care permite integrarea în teorie a problemelor de simetrie și a consecințelor lor.

### Teorema lui Noether
Prezența simetriei într-un sistem mecanic este consecința unei cantități care se conservă. Dacă un sistem este invariant la o translație, înseamnă că, pe direcția respectivă impulsul se conservă. Dacă un sistem este invariant la o rotație în jurul unei axe, atunci, momentul cinetic se conservă.
În cadrul mecanicii clasice Newtoniene este imposibil de a enunța o teoremă generală care să înglobeze exemplele de mai sus, în afară de cazurile în care sistemele posedă simetrii foarte complicate.
Teorema lui Noether afirmă că: pentru un grup de transformări a parametrilor care păstrează un sistem mecanic, există o mărime care se conservă în timpul evoluției acestui sistem. De fapt, enunțul complet al teoremei dă o formulă pentru mărimile care se conservă, în funcție de transformări și sistemul considerat.

### Sisteme hamiltoniene integrabile
Una din consecințele existenței mărimilor care se conservă este aceea de a constrânge sistemul mecanic studiat să rămână într-o regiune oarecare a spațiului fazelor definit de condițiile inițiale.
Când există mărimi care se conservă, precum gradele de libertate, se spune că sistemul mecanic este integrabil, iar situația devine foarte simplă, ceea ce afirmă și teorema d’Arnold-Liouville: pentru aproape toate energiile de start există coordonatele {\displaystyle (I_{1},\dots ,I_{n},\theta _{1},\dots ,\theta _{n})\,} și numerele {\displaystyle \omega _{i}(I_{1},\dots ,I_{n})\,}, astfel încât:
{\displaystyle \theta _{i}(t)\ =\ \omega _{i}(I_{1},\dots ,I_{n})\ t\ +\ \theta _{i}(0).}

### Sisteme aproape integrabile
Desigur, multe sisteme mecanice nu sunt integrabile, dar multe sunt aproape integrabile, deci, se poate încerca înțelegerea modului în care se depărtează aceste sisteme de cele integrabile, acesta fiind obiectul teoriei perturbațiilor, care face referire la geometria simplectică în spațiul fazelor. De asemenea sunt necesare notiuni elementare de geometrie diferențială pentru abordarea aspectelor tehnice din geometria simplectică.
Geometria simplectică are un număr de similarități dar și diferențe cu geometria Riemanniană, care studiază mulțimile diferențiabile înzestrate cu tensori simetrici de ordinul 2 nedegenerați, numiți tensori metrici. Spre deosebire de cazul Riemannian, mulțimile simplectice nu au invarianți locali precum curbura. Acest lucru este o consecință a teoremei lui Darboux care stipulează că: o vecinătate a oricărui punct dintr-o mulțime simplectică 2n-dimensională este izomorfică pe o structură simplectică obișnuită dintr-o mulțime deschisă din R2n. O altă diferență față de geometria Riemanniană este aceea că nu orice mulțime diferențiabilă necesită o formă simplectică, având cu siguranță restricții topologice. De exemplu, fiecare mulțime simplectică este pară și orientabilă.
De asemenea, fiecare mulțime Kähler este o mulțime simplectică. În cursul anilor `70, experții în geometria simplectică nu erau siguri dacă există și alte mulțimi simplectice compacte, în afară de  cele Kähler. De atunci au fost construite multe exemple, primul dat de William Thurston, iar în particular Robert Gompf a arătat că, fiecare grup finit apare ca un grup fundamental al unor mulțimi simplectice de ordinul 4, în contrast vizibil cu cazul Kahler.
Multe mulțimi simplectice nu sunt mulțimi Kähler, deci nu au structură complexă integrabilă compatibilă cu forma simplectică. Totuși, Mihail Gromov a făcut observația importantă că, mulțimile simplectice care posedă numeroase structuri cvasi-complexe verifică toate axiomele unei mulțimi complexe cu excepția faptului că funcțiile de tranziție nu sunt olomorfe. Gromov folosește existența structurilor aproape complexe pe mulțimi simplectice pentru a dezvolta o teorie a curbelor pseudo-olomirfice, care a permis un avans considerabil în topologia simplectică, incluzând o clasă de invarianți simplectici cunoscuți ca invarianți Gromov-Witten. De asemenea, acești invarianți joacă un rol cheie în Teoria coardelor.

## Prezentare generală

### Geometrie simplectică liniară
Geometria euclidiană se referă la spațiul afin euclidian E, căruia îi sunt asociate noțiunea de  distanță naturală, numită distanță euclidiană, invariant unic pentru acțiunea diagonală a grupului de izometrie afin ale lui E peste E^2, și noțiunea de unghi . Distanțele și unghiurile definite de un ansamblu de puncte din E sunt conservate sub acțiunea unui izometrii.
De asemenea, este binecunoscut faptul că un izomorfism afin liniar care păstrează volumul, este dat de determinantul +1 sau -1. Din păcate, în n dimensional, acesta pierde orice informație cu privire la configurațiile cu mai mult de n-1 puncte.
Geometria simplectică liniară apare ca o geometrie intermediară, care pierde noțiunea de distanță, dar menține noțiunea de arie orientată, deci un invariant asociat la 3 puncte. La trei puncte necoliniare A, B și C dintr-un spațiu vectorial real E, le este asociată o arie a(A,B,C), și din motive de aditivitate și monotonie a ariei, această mărime se scrie:
{\displaystyle a(ABC)=\omega (AB,AC)\,},
unde {\displaystyle \omega :E^{2}\rightarrow E\,} este o formă biliniară. Cum o transformare asupra punctelor A, B și C schimbă orientarea triunghului ABC, forma {\displaystyle \omega \,} trebuie să fie antisimetrică pentru toți vectorii u și v, adică:
{\displaystyle \omega (u,v)=-\omega (v,u)}.
Această formă se numește nedegenerată deoarece, pentru toți vectorii u există un vector v care verifică relația: {\displaystyle \omega (u,v)\neq 0\,}. Prin definiție, o formă simplectică pe E este o formă biliniară antisimetrică nedegenerată. O astfel de formă este unică pentru izomorfismele aproape liniare, iar existența sa cere ca E să fie par, adică de forma 2n. Modelul standard este spațiul Cn privit ca un spațiu vectorial real, având ca formă simplectică partea imaginară a metricii Hermitiene standard.
Unui izomorfism liniar sau afin E i se spune simplectic deoarece păstrează forma simplectică {\displaystyle \omega \,}. Ansamblul izomorfismelor liniare simplectice Cn formează un grup, numit grup simplectic, notat Sp(n) sau Sp(2n) dupa unii autori. Acesta este de fapt un grup Lie clasic conex necompact de dimensiune n(n-1)/2, care conține grupul unitar U(n), iar cele două grupuri au deci același tip de omotetie.
Clasificarea elipsoizilor izometrici din spațiul euclidian de dimensiune modulo 2n este dată de 2n invarianți, aceștia fiind diametrele lor. Prin opoziție, după cum au observat Hofer și Zehnder, clasificarea elipsoizilor dintr-un spațiu modulo simplectic ale aplicațiilor simplectice afine, este dată de n invarianți.

### Geometrie simplectică
Varietățile diferențiale se obțin prin alipirea spațiilor vectoriale reale deschise de dimensiune finită în funcție de difeomorfisme lor. Cunoașterea acestor structuri specifice poate duce la restricții în ceea ce privește natura acestor alipiri.
Obiectul de studiu al geometriei simplectice sunt formele diferențiale deschise nedegererate de ordinul 2. O astfel de formă diferențială se numește formă simplectică. Pe o mulțime diferențială M, se dă o formă antiliniară nedegenerată {\displaystyle \omega _{x}\,}, și cerem ca ansamblul {\displaystyle \omega =\{\omega _{x}\}_{x\in M}} să aibă o oarecare regularitate în x. Aplicația {\displaystyle \omega :x\mapsto \omega _{x}\,} este un exemplu de formă diferențială de ordinul 2, care necesită închiderea tuturor câmpurilor vectoriale X, Y și Z, care verifică:
{\displaystyle X\cdot \omega (Y,Z)+Y\cdot \omega (Z,X)+Z\cdot \omega (X,Y)=\omega ([X,Y],Z)+\omega ([Y,Z],X)+\omega ([Z,X],Y)}.
O mulțime înzestrată cu o formă simplectică se numește mulțime simplectică. Un difeomorfism {\displaystyle f:M\rightarrow N\,} se numește difeomorfism simplectic deoarece f păstrază formele simplectice {\displaystyle \omega \,}. Mai explicit, diferențiala {\displaystyle df(x):(T_{x}M,\omega _{x})\rightarrow (T_{x}N,\eta _{x})} este un izomorfism simplectic liniar.
Ansamblul difeomorfismelor simplectice {\displaystyle (M,\omega )\,} formează un grup, care se numește grupul difeomorfismelor simplectice, notat cu {\displaystyle Symp(M,\omega )\,}, al cărui studiu este de prim interes.
Unul din rezultatele principale elementare ale geometriei simplectice este teorema lui Darboux, care precizează că: local, două mulțimi simplectice având aceeași dimensiune sunt izomorfe. Cu alte cuvinte, nu există nici un invariant local, astfel, opunându-se complet geometriei riemanniene:
- În geometria rimanniană, existența invarianților de clasă C^2 se traduce printr-un grup de izometrie de dimensiune finită și un număr infinit de clase de echivalență de metrici riemanniene.
- În geometria simplectică din contră, inexistența invarianților locali conduce la un grup de dimensiune infinită de difeomorfisme simplectice și un ansamblu discret de clase echivalente de forme simplectice.

Această dihotomie rezumă bine opoziția dintre suplețea geometriei riemaniene și rigiditatea geometriei simplectice. Această rigiditate se regăsește și la alte nivele, precum rigiditatea simplectomorfismelor, teorema de rigiditale a lui Gromov, etc.

### Simplectomorfisme
Studiul geometriei simplectice s-a născut din constatarea că evoluția unui sistem mecanic păstrează structura simplectică canonică din spațiul fazelor. Mai general, se pot căuta acele ansamble de transformări care păstrează o structură simplectică dată. Astfel de transformări sunt numite simplectomorfisme, totdeauna foarte numeroase, formând un ansamblu de dimensiune infinită numit grupul simplectomorfismelor. Pentru a înțelege forma acestui ansamblu este necesară comparatia cu ansamble mai mici, care pot fi înțelese mai bine. Primele rezultate semnificative în acest domeniu se datorează lui Gromov, începând cu a sa teoremă de necompactare.